# Veronika Vitenberg
Veronika Vitenberg, née le 9 septembre 1988 à Hrodna en Biélorussie, est une gymnaste rythmique israélienne. 

## Biographie
Elle commence la gymnastique rythmique à l'âge de six ans après l'encouragement de son professeur d'école. Elle immigre en Israël quand elle a treize ans. Elle habite à Tel Aviv. Elle termine huitième par équipe des Jeux olympiques d'été de 2008 à Pékin.